# Zygmunt Kociełkowski
Zygmunt Kociełkowski herbu Korab (zm. 1678) – pisarz ziemski sieradzki w latach 1663–1678.
W czasie elekcji 1669 roku został sędzią generalnego sądu kapturowego.
W 1674 roku był elektorem Jana III Sobieskiego z województwa sieradzkiego. 